# جنیفر رابین (هنرپیشه)
جنیفر رابین (انگلیسی: Jennifer Rubin؛ زادهٔ ۳ آوریل ۱۹۶۲) یک هنرپیشه، و مانکن (فرد) اهل ایالات متحده آمریکا است.
او در فیلم له‌شدگی بازی کرده‌است.